# Maurizio Rossi
Pour les articles homonymes, voir Rossi.
Maurizio Rossi (né le 16 février 1970  à Parme) est un joueur de football italien, évoluant au poste de milieu de terrain.